# Manuel Štrlek
Manuel Štrlek (1 de diciembre de 1988, Zagreb, República Federal Socialista de Yugoslavia) es un jugador de balonmano croata que juega de extremo izquierdo.

## Equipos
- RK Zagreb (2006-2012)
- KS Vive Targi Kielce (2012-2018)
- MKB Veszprém (2018-2023)
- RK Nexe Našice (2023-2024)
- Füchse Berlin (2024-2025)

## Palmarés

### RK Zagreb
- Liga de Croacia (2007, 2008, 2009, 2010, 2011 y 2012)
- Copa de Croacia (2007, 2008, 2009, 2010, 2011 y 2012)

### Vive Targi Kielce
- Liga polaca de balonmano (6): 2013, 2014, 2015, 2016, 2017, 2018
- Copa de Polonia de balonmano (6): 2013, 2014, 2015, 2016, 2017, 2018
- Liga de Campeones de la EHF (1): 2016

### Veszprém
- Liga húngara de balonmano (2): 2019, 2023
- Liga SEHA (3): 2020, 2021, 2022
- Copa de Hungría de balonmano (3): 2021, 2022, 2023

### Füchse Berlin
- Liga de Alemania de balonmano (1): 2025

### Selección nacional

#### Campeonato de Europa
- Medalla de plata en el Campeonato de Europa de 2010
- Medalla de bronce en el Campeonato de Europa de 2012

#### Juegos Olímpicos
- Medalla de bronce en los Juegos Olímpicos de Londres 2012

### Consideraciones personales
- Mejor lateral izquierdo del europeo (2010)